# Единый государственный квалификационный экзамен
Единый государственный квалификационный экзамен, ЕГКЭ (укр. Єди́ний держа́вний кваліфікаці́йний і́спит, ЄДКІ) — стандартизированная форма осуществления контроля достижения соискателем образования результатов обучения в Украине, определенных стандартом профессионального высшего или высшего образования, и оценка таких результатов обучения. По состоянию на 2024 год в Украине продолжается введение ЕГКЭ на отдельных специальностях бакалавриата и магистратуры.

## Бакалаврский уровень
Единый государственный квалификационный экзамен сдают выпускники первой ступени высшего образования – бакалаврский уровень следующих специальностей:
- 125 «Кибербезопасность»;
- 143 «Атомная энергетика»;
- 223 «Медсестринство»;
- 224 «Технологии медицинской диагностики и лечения»;
- 227 «Физическая терапия, эрготерапия»;
- 224 «Технологии медицинской диагностики и лечения»;
- 251 «Государственная безопасность»;
- 252 «Безопасность государственной границы»;
- 253 «Военное управление (по видам вооруженных сил)»;
- 254 «Обеспечение войск»;
- 255 «Вооружение и военная техника»;
- 261 «Пожарная безопасность»;
- 262 «Правоохранительная деятельность»;
- 263 «Гражданская безопасность»;
- 271 «Морской и внутренний водный транспорт»;
- 272 «Авиационный транспорт»;
- 273 «Железнодорожный транспорт»;
- 274 «Автомобильный транспорт»;
- 275 «Транспортные технологии».

## Магистерский уровень
Единый государственный квалификационный экзамен сдают выпускники второй ступени высшего образования – магистерский уровень следующих специальностей:
- 081 «Право»;
- 211 «Ветеринарная медицина»;
- 212 «Ветеринарная гигиена, санитария и экспертиза»;
- 221 «Стоматология»;
- 222 «Медицина»;
- 224 «Технологии медицинской диагностики и лечения»;
- 225 «Медицинская психология»;
- 226 «Фармация, промышленная фармация»;
- 227 «Физическая терапия, эрготерапия»;
- 228 «Педиатрия»;
- 229 «Общественное здоровье»;
- 281 «Публичное управление и администрирование»;
- 293 «Международное право»;
- 253 «Военное управление (по видам вооруженных сил)»;
- 254 «Обеспечение войск»;
- 255 «Вооружение и военная техника»;
- 261 «Пожарная безопасность»;
- 262 «Правоохранительная деятельность»;
- 263 «Гражданская безопасность»;
- 271 «Морской и внутренний водный транспорт»;
- 272 «Авиационный транспорт»;
- 273 «Железнодорожный транспорт»;
- 274 «Автомобильный транспорт»;
- 275 «Транспортные технологии».

### «Право» и «Международное право»
Программа ЕГКЭ по специальностям «Право» и «Международное право» состоит из 12 разделов:
- Конституционное право Украины;
- Административное право Украины;
- Административное судопроизводство в Украине;
- Международное публичное право; международная защита прав человека;
- Гражданское право Украины;
- Гражданское процессуальное право Украины;
- Трудовое право Украины;
- Международное частное право;
- Уголовное право Украины;
- Уголовное процессуальное право Украины;
- Международное уголовное право, включая международное сотрудничество в сфере предотвращения преступности;
- Общие нравственные требования юридической профессии.

Общее количество тестовых заданий – 120, на выполнение которых участникам будет отведено 180 минут. Экзаменационная работа состоит из фабул (описаний фактических обстоятельств ситуации). К каждой фабуле приводятся не более 12 тестовых заданий (вопросов) по четырем типам. Во время квалификационного экзамена будут использованы четыре типа тестовых заданий:
- задачи, имеющие по четыре варианта ответа, среди которых только один правильный;
- задачи, имеющие по семь вариантов ответов, среди которых только три правильные;
- задачи, требующие определения последовательности/приоритетности;
- задачи, требующие определения соответствия.

28 сентября 2023 года выпускники юридических магистратур впервые составляли пилотный ЕГКЭ. 12 декабря 2023 года Фахова комиссия единого государственного квалификационного экзамена по специальностям «Право» и «Международное право» определила пороговый балл для студентов-магистров, составивший 37 правильных ответов из 109 тестовых заданий.
В 2024 году ЕГКЭ по праву и международному праву студенты будут составлять 21 ноября, а перезаключить 5 декабря.

## Шаг
Единый государственный квалификационный экзамен для соискателей высшего образования по специальностям отрасли знаний 22 «Здравоохранение» проходит в два этапа: первый этап – на третьем курсе, второй – в зависимости от специальности – на пятом (221 «Стоматология», 226 «Фармация, промышленная фармация») или шестом курсах (222 «Медицина», 225 «Медицинская психология», 228 «Педиатрия»). В случае не сдачи любого из компонентов квалификационного экзамена соискатель имеет право повторно сдать экзамен не более одного раза.

### Шаг-1
Шаг-1 (укр. Крок-1) сдают студенты специальностей 221 «Стоматология», 222 «Медицина», 225 «Медицинская психология», 226 «Фармация, промышленная фармация» и 228 «Педиатрия». Продолжительность сдачи экзамена составляет 2 часа 30 минут для соискателей-граждан Украины и 3 часа – для соискателей-граждан иностранных государств. Количество тестовых вопросов – 150. Критерий составления – 64,0% правильных ответов. В случае неуспешной сдачи имеют возможность сдать экзамен повторно в течение года.

#### Экзамен по английскому языку профессионального направления
Второй составляющей этого ЕГКЭ является проверка способности студента овладевать литературой на английском языке. Экзамен проходит в формате теста в один день вместе с Шаг-1. Однако экзамен является отдельным компонентом, за который студент получает отдельный результат. Экзамен по иностранному языку профессионального направления будут сдавать специальности: 221 «Стоматология», 222 «Медицина», 225 «Медицинская психология», 226 «Фармация, промышленная фармация» и 228 «Педиатрия».

### Шаг-2
Шаг-2 (укр. Крок-2) является Единым государственным квалификационным экзаменом по профессионально-ориентированным дисциплинам для студентов специальностей 221 «Стоматология» и 226 «Фармация , промышленная фармация» на 5 курсе и специальностей 222 «Медицина», 225 «Медицинская психология» и и 228 «Педиатрия» на 6 курсе.
Продолжительность сдачи экзамена составляет 2 часа 30 минут для соискателей-граждан Украины и 3 часа – для соискателей-граждан иностранных государств. Количество тестовых вопросов – 150. Критерий составления – 64,0% правильных ответов. В случае неуспешной сдачи имеют возможность сдать экзамен повторно в течение года.

#### Объективный структурированный практический (клинический) экзамен
ОСП(К)Э (укр. Об'єктивний структурований практичний (клінічний) іспит (ОСП(К)І)) проверяет практические навыки студента, полученные во время учебы (умение проводить медицинские манипуляции и общаться с пациентами) и психологическую готовность будущего врача помогать людям, применяя полученные теоретические знания. Экзамен проходит в формате квеста, во время которого необходимо будет пройти несколько точек — станций, где будут моделироваться различные ситуации. Студенты будут последовательно переходить от станции к станции, выполняя манипуляции и взаимодействуя с реальными или стандартизированными пациентами. Такой экзамен будет проводиться непосредственно учреждениями высшего образования в соответствии с положениями, принятыми этими УВО. Студенты специальности 221 «Стоматология» составляют ОСП(К)Э на 5 курсе, а специальности 222 «Медицина» и 228 «Педиатрия» на 6 курсе.

### Шаг-М
Шаг-М (укр. Крок-М) является экзаменом по профессионально ориентированным дисциплинам (223 «Медсестринство», 224 «Технологии медицинской диагностики и лечения», 227 «Физическая терапия, эрготерапия»), которые по содержанию соответствуют образовательно-профессиональной программе подготовки младших бакалавров. Шаг-М является частью Единого государственного квалификационного экзамена и составляется на выпускном курсе.
Экзаменационный тест состоит из 150 вопросов. Тестирование длится 2 часа 30 минут. Тест содержит 99 вариантов. Критерий составления – 58% правильных ответов. Студенты, не сдавшие экзамен, имеют право на повторное его сдачу в течение года.

### Шаг-Б
Шаг-Б (укр. Крок-Б) является экзаменом по профессионально ориентированным дисциплинам, которые по содержанию соответствуют образовательно-профессиональной программе подготовки бакалавра. Шаг Б» является частью государственной аттестации соискателей и составляется на выпускном курсе. Существуют две разные версии этого экзамена: «Шаг-Б. Сестринское дело» и «Шаг-Б. Лабораторная диагностика».
Экзаменационный тест состоит из 150 вопросов. Тестирование длится 2 часа 30 минут. Тест содержит 99 вариантов. Критерий составления – 58% правильных ответов. Студенты, не сдавшие экзамен, имеют право на повторное его сдачу в течение года.

### Шаг-3
Шаг-3 (укр. Крок-3) является стандартизированной формой контроля приобретения врачом (фармацевтом/провизором)-интерном компетентностей, определенных программой обучения в интернатуре, и оценки таких компетентностей. В 2023 году, согласно перечню специальностей и продолжительности подготовки в интернатуре, утвержденных приказом Министерства здравоохранения Украины, ДНП «Центр тестирования» было проведено апробационное проведение интегрированных экзаменов «Шаг 3» для врачей (фармацевтов/провизоров)-интернов. специальностей «Эпидемиология», «Лабораторная диагностика, вирусология, микробиология», «Медицинская психология», «Радиология», «Патологическая анатомия», «Стоматология» и «Фармация», а в 2024 году – согласно приказу Министерства здравоохранения Украины, ДНП «Центр тестирования» будет проведено апробационное проведение интегрированных экзаменов «Шаг 3» для врачей-интернов специальностей «Медицина неотложных состояний», «Офтальмология», «Психиатрия», «Внутренние болезни», «Дерматовенерология», «Общая медицина », «Инфекционные болезни», «Неврология», «Ортопедия и травматология», «Отоларингология», «Физическая и реабилитационная медицина», «Педиатрия».
Экзаменационный тест состоит из 150 вопросов. Тестирование длится 150 минут. Тест содержит 99 вариантов. Критерий составления – 74% правильных ответов. Интерны, не сдавшие этот экзамен, не получают сертификат специалиста, однако имеют право повторно сдать экзамен в течение года.